# Lúcio
Lucimar Ferreira da Silva (sinh ngày 8 tháng 5 năm 1978), thường được biết đến với tên Lúcio, là một cựu cầu thủ bóng đá người Brazil thi đấu ở vị trí trung vệ.
Sau khi ra mắt tại Internacional, Lucio xuất hiện ở châu Âu dưới màu áo của Bayer Leverkusen từ năm 2001. Anh đứng ở vị trí thứ hai trong ba giải đấu đã tranh ở mùa giải đầu tiên. Bayern Munich chiêu mộ anh vào năm 2004 và Lucio giành được ba giải đấu và tách đôi. Hậu vệ này gia nhập Inter Milan vào năm 2009 và trải qua cú ăn ba lịch sử vào cuối năm đầu tiên. Sau đó, anh ấy chỉ chơi sáu tháng tại Juventus vào năm 2012, anh ấy đã rời đi để trở lại Brazil và chơi đáng chú ý tại São Paulo FC và Palmeiras. Sau khi làm việc tự do ở Ấn Độ và hai mùa giải ở giải hạng 4 Brazil, anh ấy từ giã sân cỏ vào đầu năm 2020.
Với đội tuyển quốc gia của mình, Lucio đã ra mắt lần đầu tiên vào năm 2000. Anh ấy đã giữ chức vô địch thế giới lần thứ năm cho Seleçao, tại World Cup 2002 ở Nhật Bản và Hàn Quốc. Sau đó, anh đã ghi bàn thắng quyết định trong trận chung kết Cúp Liên đoàn các châu lục năm 2009. Vào thời điểm thi đấu quốc tế cuối cùng vào năm 2011, Lucio là cầu thủ khoác áo đội tuyển nhiều thứ ba trong lịch sử của đội tuyển Brazil. Sau đó, anh ấy được vượt qua bởi Dani Alves.

## Tiểu Sử

### Thời thơ ấu và đào tạo
Sinh ra ở Planaltina, gần Brasilia, vào năm 1978, Lucimar da Silva Ferreira, hay còn được biết đến với cái tên Lucio, bắt đầu chơi bóng tại câu lạc bộ ở quê nhà 

### Bayer Leverkusen
Vào ngày 16 tháng 1 năm 2001, Lúcio gia nhập câu lạc bộ Đức là Bayer Leverkusen. Anh đã chơi trận đầu tiên trong màu áo mới vào ngày 28 tháng 1 sau đó, được thiết lập trong cuộc gặp Bundesliga với VfB Stuttgart. Ngày hôm đó nhóm của ông giành chiến thắng với điểm số bốn bàn thắng để zero 2 .

Lúcio đặc biệt thể hiện rõ trong thời gian ở Bayer Leverkusen. Trong mùa giải đầu tiên của mình với câu lạc bộ Đức, anh ấy đã không thể giành được chức vô địch Champions League 2001-2002 và mỗi lần về nhì. Sau khi loại Liverpool FC và Manchester United đáng chú ý trong trận chung kết Cúp C1 châu Âu với Real Madrid CF, hậu vệ người Brazil đã cân bằng tỷ số bằng một cú đánh đầu từ một quả phạt trực tiếp. Sau đó, với Boris Zivkovic, anh ấy làm chủ Raul và Fernando Morientes. Real giành chiến thắng 2-1 nhờ cú vô lê trứ danh của Zinédine Zidane.

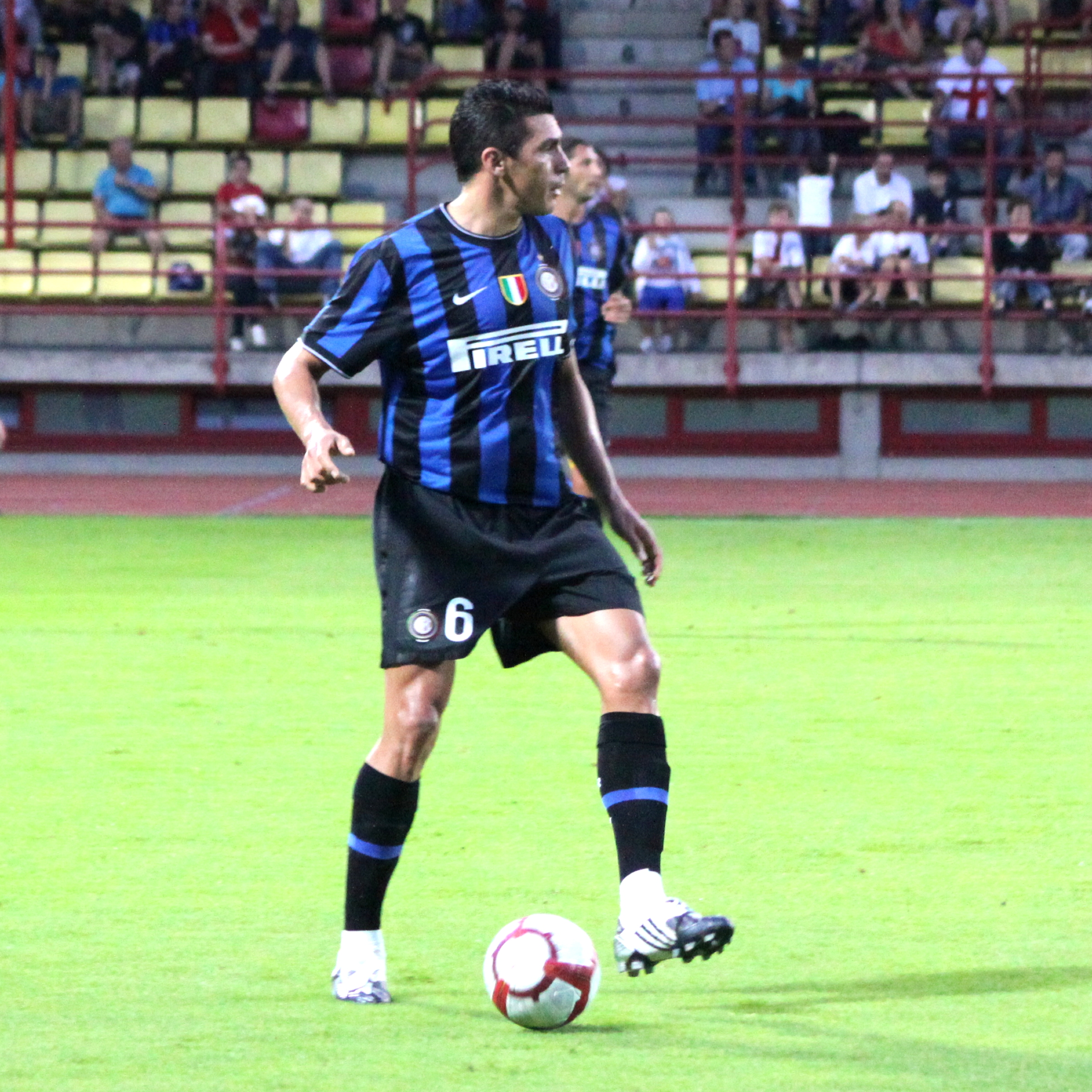
Lúcio đang khởi động cùng clb Inter

### Bayern Munich
Giống như nhiều cầu thủ Leverkusen (Michael Ballack hay Zé Roberto), Lúcio không từ chối lời đề nghị của Bayern Munich trong thời gian dài. Mùa hè năm 2004, anh gia nhập câu lạc bộ xứ Bavaria với số tiền 12 triệu euro. Anh chơi trận đầu tiên trong màu áo mới vào ngày 2 tháng 8 năm 2004, trong trận chung kết Ligapokal với Werder Bremen. Anh được thay ra ở hiệp một bởi người đồng hương Zé Roberto sau khi nhận thẻ vàng, nhưng Bayern đã giành chiến thắng trong cuộc đọ sức này (3-2) . Anh ấy ghi bàn thắng đầu tiên cho câu lạc bộ vào ngày 18 tháng 9 sau đó trong cuộc đụng độ với Borussia Dortmund (2-2) .
Trong giai đoạn 2006-2007 của Champions League, hậu vệ người Brazil là người quyết định trong cuộc đối đầu với Real Madrid ở vòng 16 đội. Thật vậy, trong trận lượt đi vào ngày 20 tháng 2 năm 2007 tại sân vận động Santiago-Bernabéu, anh đã gỡ hòa bằng một cú đánh đầu bằng quả đá phạt trực tiếp của Willy Sagnol trong khi đội của anh bị dẫn trước. Cuộc gặp gỡ cuối cùng đã bị mất bởi gia đình của mình (3-2). Trong trận lượt về ngày 7 tháng 3 năm 2007, anh lại đánh đầu, với một pha kiến tạo khác của Sagnol, lần này là từ một quả phạt góc. Bàn thắng của anh ấy cho phép đội của anh ấy thắng  mà còn để đủ điều kiện cho vòng tứ kết. Bayern đã bị đánh bại ở vòng tiếp theo bởi AC Milan, những người chiến thắng trong tương lai của cuộc thi.
Năm 2008, sau khi Oliver Kahn, thủ môn nổi tiếng và đội trưởng câu lạc bộ nghỉ hưu, chiếc băng đội trưởng đã được trao cho Mark van Bommel, người Hà Lan trong khi Lúcio được bổ nhiệm làm đội phó.
Lúcio đã giành được cú đúp vô địch ở Đức với Bayern Munich vào các năm 2005, 2006 và 2008. Anh ấy sẽ là một trong những trụ cột của câu lạc bộ trong 5 mùa giải, giành 3 chức vô địch Đức và 3 cúp quốc gia Đức.

### Inter Milan
Vào mùa hè năm 2009, Lúcio rời Đức sau chín mùa giải, để gia nhập đội đương kim vô địch Ý Inter Milan .
Huấn luyện viên mới của anh ấy, José Mourinho đang tin tưởng Lúcio chơi phòng ngự cao hơn, với sự hỗ trợ của các tiền vệ Thiago Motta và Esteban Cambiasso. Ngày 22 tháng 5 năm 2010 anh cùng với Inter Milan vô địch Champions League sau khi đánh bại câu lạc bộ cũ của mình Bayern Munich. Anh đã 5 lần vô địch Champions League - Siêu cúp Ý - Cúp thế giới các câu lạc bộ. Sau đó, nó tạo thành một bản lề trung tâm rất vững chắc cùng với Walter Samuel, người mà nó hóa ra rất bổ sung cho nhau.
Cuối năm 2010, Lúcio được bầu vào Đội hình tiêu biểu của năm, FIFA / FIFPro World XI.Từ tháng mười hai năm 2010 với tư cách là huấn luyện viên của Inter, Leonardo lắp Andrea Ranocchia ở trục hàng thủ, xen kẽ Lucio.

### Juventus trước khi trở về Brazil
Ngày 4 tháng 7 năm 2012, Lúcio được tự do cam kết trong hai mùa giải với Juventus, nhà đương kim vô địch Ý. Vài ngày sau, anh ấy nói "Điều quan trọng nhất là luôn có sự tôn trọng và tôi tôn trọng các đồng đội cũ của mình, nhưng bây giờ tôi chơi cho Juventus và tôi hy vọng rằng Nerazzurri sẽ nhớ tôi và Inter sẽ nhận ra rằng anh ấy đã làm sai lầm trong việc để tôi đi. Nếu tôi ghi bàn vào lưới họ, tôi sẽ rất vui. Tôi sẽ không gặp vấn đề gì với điều đó "  . Anh ấy đã giành Siêu cúp Italia vào đầu mùa giải, nhưng một chấn thương nghiêm trọng đã khiến anh ấy phải rời sân. Ngày 17 tháng 12 năm 2012, 6 tháng sau khi đến Juventus, anh chấm dứt hợp đồng với câu lạc bộ  của Ý.
Hai mươi bốn giờ sau khi rời Ý, giới truyền thông loan tin anh trở lại đất nước, 12 năm sau ngày anh ra đi, bằng cách ký hợp đồng với São Paulo FC trong hai mùa giải .
Tháng 1 năm 2014, anh ấy ký hợp đồng với Palmeiras.
Ngày 23 tháng 6, 2015, anh ấy tham gia CLB FC Goa, đội có chức vô địch, India Super League sẽ bắt đầu vào Ngày 3 tháng 10 năm 2015.
Chấm dứt tháng 1 năm 2020, Lúcio thông báo với kênh truyền hình Globo rằng anh sẽ từ giã đất nước ở tuổi 41.

## Sự nghiệp Quốc tế

### World Cup 2002

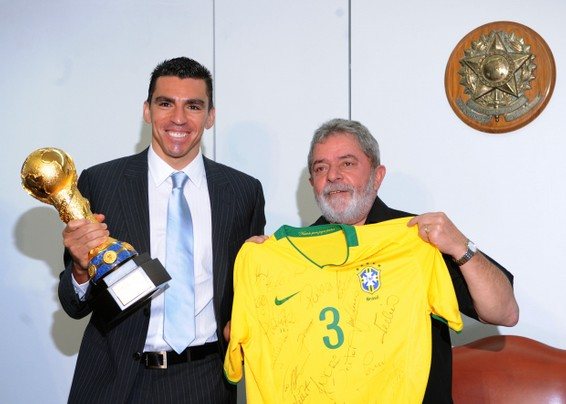
Lúcio và tổng thống Brasil ông Lula năm 2009.

Vào kỳ World Cup 2002, trong trận gặp Anh, Lúcio đã phạm một sai lầm để cho Michael Owen ghi bàn mở tỉ số. Huấn luyện viên Scolari đã bảo vệ anh trước những sự chỉ trích, và từ đó tới cuối giải anh không mắc một sai lầm nào nữa. Trong trận chung kết gặp tuyển Đức, Lúcio gặp vấn đề trong một pha sút phạt trực tiếp, nhưng vẫn ở lại chơi cho đủ tổng cộng 630 phút tại giải này. Anh là một trong ba cầu thủ hoạt động tốt ở hàng thủ, cùng với thủ môn Marcos và hậu vệ cánh phải Cafu.
Trước đó, anh từng chơi cho Brasil tại giải giải bóng đá ở Olympic Sydney 2000.

### World Cup 2006
Tại World Cup 2006, anh lập một kỷ lục FIFA sau khi chơi 386 phút liên tục mà không mắc lỗi, thời gian có thể hơn nhưng Brasil đã để Pháp đánh bại 1-0 ở trận tứ kết.
Vào tháng 8 năm 2006, Lúcio được huấn luyện viên Dunga giao cho chiếc băng đội trưởng.

### World Cup 2010
2010 FIFA World Cup là World Cup thứ ba của Lúcio. Anh đã chơi trong trận đấu đầu tiên đá với Bắc Triều Tiên vào ngày 15 tháng 6 năm 2010, và giành chiến thắng 2-1
Ngày 04 Tháng 6 năm 2011, Lúcio đã chơi trận đấu thứ 100 của anh cho đội tuyển Brasil...

## Gia đình
Lúcio nổi tiếng thế giới kể từ khi anh có mặt trong đội hình tuyển Brasil vô địch World Cup 2002. Anh đã cưới cô Dione và có ba con: Victoria, João Victor, Valentinna.

## Kĩ năng chơi bóng
Anh là một trong những trung vệ giỏi nhất của tuyển Brasil và là cầu thủ chủ chốt của hàng thủ đội bóng. Anh còn được biết tới với khả năng tấn công, khi thường xuyên có mặt trên phần sân đối thủ, sử dụng những tố chất kỹ thuật và trình độ không chiến để ghi bàn.

## Danh hiệu

### Câu lạc bộ
Bayern München
- Fußball-Bundesliga: 2004–05, 2005–06, 2007–08
- DFB-Pokal: 2004–05, 2005–06, 2007–08
- DFB-Supercup: 2004, 2007, 2008

Inter Milan
- Serie A: 2009–10
- Coppa Italia: 2010, 2011
- UEFA Champions League: 2010
- Supercoppa Italiana: 2010
- FIFA Club World Cup: 2010

### Quốc tế
Brasil
- FIFA World Cup: 2002
- FIFA Confederations Cup: 2005, 2009

### Cá nhân
- Brazilian Bola de Prata (Placar): 2000
- FIFA Confederations Cup 2009: Fair Play Award
- FIFA Confederations Cup 2009: FIFA.com Users' Top 11
- FIFA/FIFPro World XI: 2010